# 艾丽斯·贝兰迪
艾丽斯·贝兰迪（義大利語：Alice Bellandi，1998年11月28日—），意大利女子柔道运动员，2023年世界柔道锦标赛女子78公斤级铜牌得主、2024年世界柔道锦标赛女子78公斤级银牌得主。